# أحمد الطحان
أحمد عبد السلام الطحان، (1 سبتمبر 1991 - 11 مايو 2024) هو شاعر عامية مصري.

## حياته ونشأته
ولد في محافظة المنوفية، وتخرج في كلية هندسة البترول والتعدين بجامعة السويس عام 2013، وبرز اسمه في عالم الشعر عام 2015 من خلال مشاركته في ديوان «الصحبجية» مع شعراء آخرين، وفي عام 2019،
كان والده يعمل ضابطاً بالقوات الجوية المصرية، ووالدته تعمل مدرسة للغة الإنجليزية،
وله من الإخوة الذكور إثنين:
- حمدي الطحان ويعمل مهندساً في أحد الشركات العالمية للطاقة.
- عمرو الطحان رجل أعمال.
- ارتبط دائما اسم الشاعر أحمد الطحان بقصيدة "زينب" التي رثا بها الناشطة السياسية زينب المهدي التي انتحرت في 2014 وكان قد نفي أحمد علاقته بها من ناحية أو أخرى أو أنه أحبها، وقد صرح أنه أحبها كحالة نسوية ثورية شجاعة كانت رمز لجيلها .

## مسيرته
تميز شعره بالبساطة والتلقائية، ولامس هموم البسطاء، وعبّر عن مشاعرهم بصدق، ونال شعره إعجاب الكثيرين، خاصةً على مواقع التواصل الاجتماعي، إذ كان ينشر قصائده ويتفاعل مع جمهوره من خلالها.

## جوائز
نال جائزة أحمد فؤاد نجم لشعر العامية عن ديوانه الأول «الضريبة 40%».

## أعماله
- ميدلي
- زينب
- اللولب
- كانت عيني وجعاني
- الفاتورة
- الضريبة 40% عام 2019.
- صدر ديوانه الثاني «الشكمجية» عام 2020.
- «مش أنا خالص» عام 2021.[8][9]
- وآخر دواوينه كانت «كروت فكة» عام 2022.[4][10]

## الوفاة
توفي أحمد الطحان في ١١ مايو 2024 عن عمر ناهز الثانية والثلاثين.